# Университет „Николай Кузански“
Университетът „Николай Кузански“ (на италиански: Università degli Studi Niccolò Cusano, UNICUSANO) е университет в Рим, Италия. Основан е през 2006 г. Носи името на учения от 15 век Николай Кузански. Към декември 2021 г. в университета се обучават 12 627 студенти.

## Факултети
Обучението в университета се води в 6 факултета:
- Педагогически факултет
- Юридически факултет
- Факултет по политология
- Икономически факултет
- Инженерен факултет
- Факултет по психология

## Администрация

### Президенти
- Джовани Яконо (от 2006 до 2012 г.)
- Стефано Ранучи (от 2012 до 2015 г.)
- Джовани Пуоти (от 2015 г.)

### Ректори
- Себастиано Скарчела (от 2006 до 2010 г.)
- Джовани Пуоти (от 2010 до 2013 г.)
- Фабио Фортуна (от 2013 г.)